# Struttura relazionale
In matematica per struttura relazionale si intende una struttura matematica tra le cui componenti compare qualche relazione matematica, oppure qualche funzione o qualche famiglia che non può considerarsi un'operazione algebrica o una legge di composizione esterna.
Le più semplici strutture relazionali sono i digrafi, strutture costituite solo da un insieme sostegno e da una relazione binaria entro tale insieme. Vanno considerati strutture relazionali anche i grafi non orientati, i multigrafi, i multidigrafi, i plurigrafi e i pluridigrafi. Altre strutture relazionali sono gli arricchimenti delle precedenti ottenuti munendone vertici e collegamenti con colori, etichette e valori numerici. Sono quindi strutture relazionali gli svariati tipi di automi e macchine formali che interessano le discipline computazionali: automa a stati finiti, riconoscitore di Rabin-Scott, ..., macchina di Turing.
Altri esempi di strutture relazionali includono insiemi ordinati e preordini. Il termine viene usato soprattutto come alternativa del termine struttura algebrica. Queste strutture sono rette da assiomi in genere molto più deboli di quelli delle strutture algebriche e sono di interesse algoritmico più che classificatorio e dimostrativo.